# سونگ ما
سونگ ما منطقه‌ای روستایی است در استان سون لا در شمال غربی ویتنام. طبق آمار سال ۲۰۰۳ این منطقه دارای ۲۱۳،۰۲۶ نفر جمعیت می‌باشد. مساحت سونگ ما ۱۶۵۸ کیلومتر مربع است.